# Махно Григорій Іванович
Григорій Іванович Махно (рос. Григорий Иванович Махно; 24 січня 1886, Гуляйполе — січень 1920) — командир повстанців під час української революції (1917—1921), учасник Першої світової війни, рідний брат Нестора Івановича Махна.

## Біографія
Григорій Махно народився в селянській сім'ї садівника в селі Гуляйполе 24 січня 1883 року.
У 1907 році приєднався до групи анархо-комуністів «Союз бідних хліборобів». Цього ж року був призваний до армії. Учасник Першої світової війни.
У 1918 році брав участь в обороні Донецько-Криворізької Радянської Республіки (ДКРК) у складі анархо-комуністичного загону, разом з яким відступив на Царицин. У Царицині Григорія призначили начальником штабу 37-ої бригади РСЧА на Царицинському фронті.
Навесні 1919 року повернувся до рідного Гуляйполя і приєднався до махновців. У РПАУ Григорій обіймав посади члена штабу бригади імені Нестора Махна, деякий час був начальником штабу об'єднаних повстанських військ Нестора Махна і Григор'єва, потім членом штабу РПАУ.

## Версії смерті
За однією з версій убитий у бою з білогвардійцями під Уманню 18 вересня 1919 року разом з Ісидором Лютим.
За іншою версією Григорій загинув, натрапивши під Пологами на ланцюг кавалеристів. Він під'їхав до них, вирішивши, що це махновці. Але це була кавалерія кадетів, вони вбили Григорія і забрали в нього 20 000 золотих рублів і 700 000 миколаївських.
Є відомості, що Григорій був полонений і розстріляний бійцями 42-ї стрілецької дивізії в січні 1920 року в Гуляйпільській волості.

## Сім'я
Батько Іван Родіонович (1846—1889), садівник, потім кучер. Мати Євдокія (до шлюбу Передерій). Був одружений із селянкою Христиною та мав двох доньок Марію та Єлизавету.

## Пам'ять
До складу РПАУ в 1920-х входив бронепоїзд, який називався «Пам'яті Григорія Махна». На бронепоїзді над старим написом червоною фарбою було написано «Бронепоїзд пам'яті світлого борця за свободу товариша Григорія Махна».